# Palm Beach (Nouvelle-Zélande)
Pour les articles homonymes, voir Palm Beach.
Palm Beach est une localité de l’ île de Wiaheke dans le nord de l’Île du Nord de la Nouvelle-Zélande. 
La plage éponyme est nommée d’après la phoenix palms à son extrémité est et possède une  zone de natation sûre avec du sable blanc .

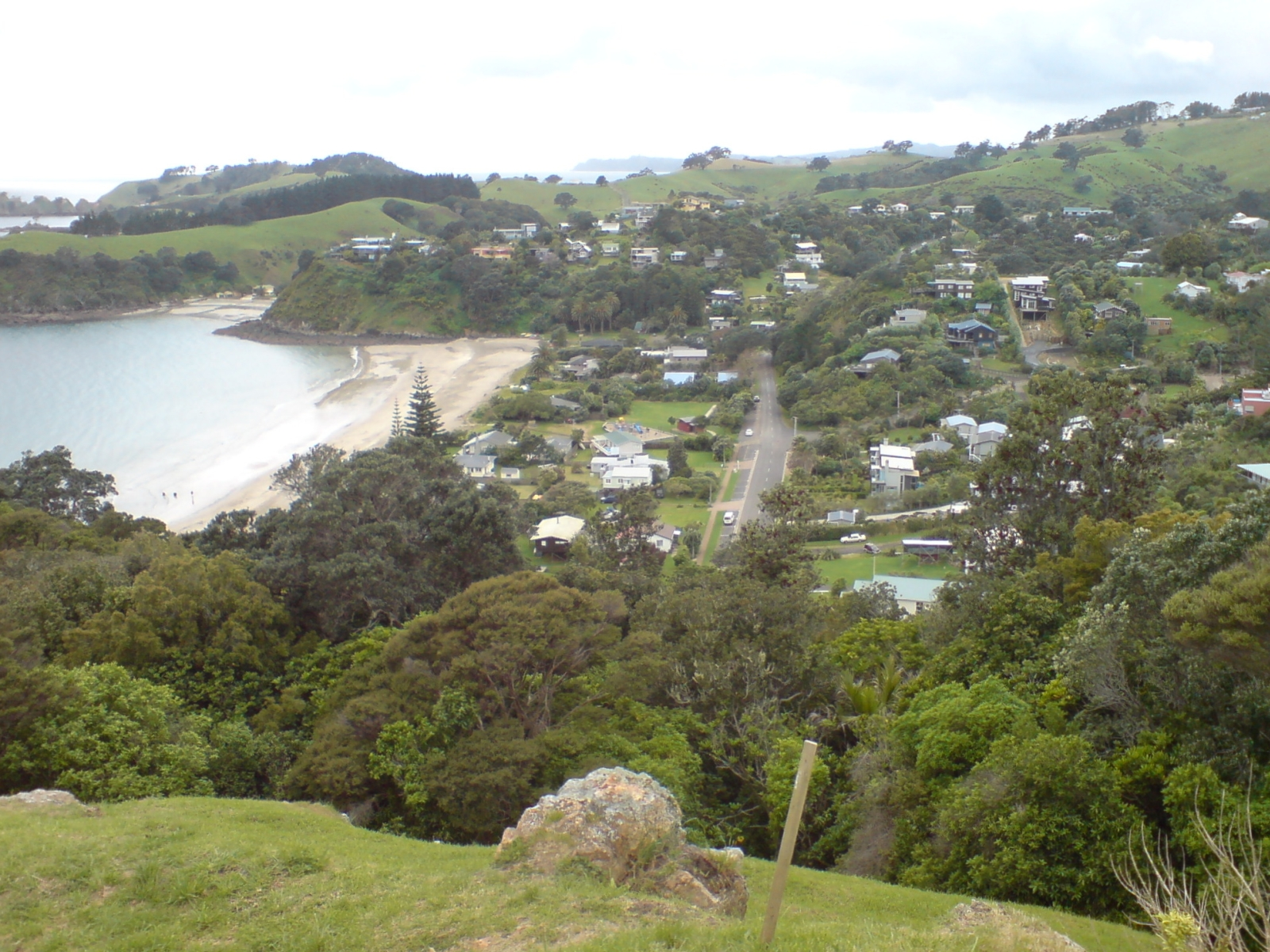
Village de Palm Beach

## Démographie
La zone statistique d’«Oneroa East-Palm Beach», qui comprend plusieurs baies de la côte nord de l’île de Waiheke, avait une population de 1 254 habitants lors du recensement de 2018 en Nouvelle-Zélande, en augmentation de 75 personnes soit 6,4 % depuis le  recensement de 2013 en Nouvelle-Zélande, et une augmentation de 117 personnes soit 10,3 % depuis le  recensement de 2006 en Nouvelle-Zélande. 
Il y avait 513 logements. 
On notait la présence de 612 hommes et 642 femmes, donnant ainsi un sexe-ratio de 0,95 homme pour une femme. 
L’âge médian était de 47 ans  avec 192 personnes soit 15,3 % âgées de moins de 15 ans, 171 personnes soit 13,6 %, âgées de 15 à 29 ans, 600 personnes soit 47,8 % âgées de 30 à 64 ans, et 288 personnes soit 23,0 % âgées de 65 ou plus.
L’ethnicité était pour 90,7 % européens/Pākehā, 10,8 % Māoris, 4,1 % originaire du Pacifique, 3,1 % asiatiques et 3,8 % d’autres  ethnicités (le total fait plus de 100 % dans la mesure où une personne peut se déclarer de plusieurs ethnicités).
La proportion de personnes nées outre-mer était 31,1 %, comparé avec 27,1 % au niveau national.
Bien que certaines personnes refusent d'indiquer leur religion, il est calculé que 60,8 % n’avait aucune religion, 24,6 % étaient chrétiens, et 8,4 % avaient une autre religion.
Parmi ceux de moins de 15 années, 384 personnes (36,2 %) avait un niveau de licence ou un diplôme plus élevé et 102 personnes (9,6 %)  n’avaient aucune  qualifications formelle.
Les revenus médians étaient de 33,700 $. 
Le statut d’emploi  de ceux d’au moins 15 ans,était pour  477 personnes (44,9 %)  employées à plein temps,  189 personnes (17,8 %) étaient employées à temps partiel et 18 personnes (1,7 %) étaient sans emploi.

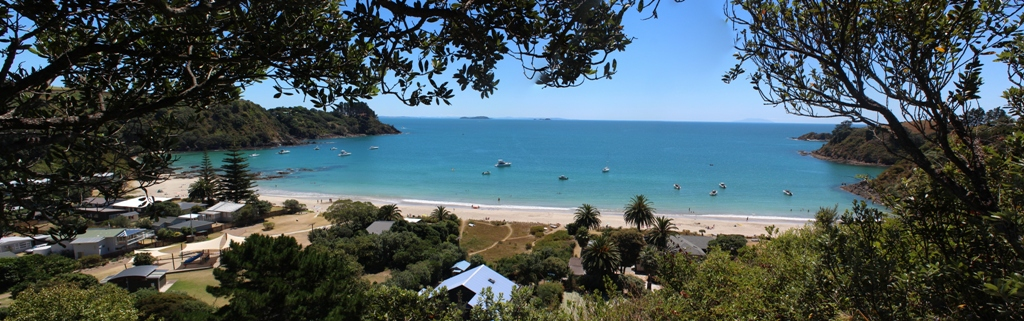
Palm beach